# Mervent
Mervent est une commune française située dans le département de la Vendée, en région Pays de la Loire.

## Géographie
Mervent est une commune du sud-est de la Vendée et se trouve au confluent de la Mère et de la Vendée, au cœur de la forêt de Mervent-Vouvant (appelée auparavant forêt de Vouvant), le premier massif forestier du département (5 518 ha) couvrant les derniers contreforts du Massif armoricain.
Le territoire municipal de Mervent s'étend sur 2 249 hectares. L'altitude moyenne de la commune est de 77 mètres, avec des niveaux fluctuant entre 13 et 112 mètres,.
| Bourneau | Vouvant  | Puy-de-Serre           |
|          | Mervent  | Foussais-Payré         |
| Pissotte | L'Orbrie | Saint-Michel-le-Cloucq |

### Climat
Pour des articles plus généraux, voir Climat des Pays de la Loire et Climat de la Vendée.
En 2010, le climat de la commune est de type climat océanique franc, selon une étude du CNRS s'appuyant sur une série de données couvrant la période 1971-2000. En 2020, Météo-France publie une typologie des climats de la France métropolitaine dans laquelle la commune est exposée à un climat océanique et est dans la région climatique  Poitou-Charentes, caractérisée par un bon ensoleillement, particulièrement en été et des vents modérés. 
Pour la période 1971-2000, la température annuelle moyenne est de 12 °C, avec une amplitude thermique annuelle de 14,4 °C. Le cumul annuel moyen de précipitations est de 815 mm, avec 13,4 jours de précipitations en janvier et 7,1 jours en juillet. Pour la période 1991-2020, la température moyenne annuelle observée sur la station météorologique de Météo-France la plus proche, sur la commune de Scillé à 17 km à vol d'oiseau, est de 12,1 °C et le cumul annuel moyen de précipitations est de 954,6 mm,. Pour l'avenir, les paramètres climatiques de la commune estimés pour 2050 selon différents scénarios d'émission de gaz à effet de serre sont consultables sur un site dédié publié par Météo-France en novembre 2022.

## Urbanisme

### Typologie
Au 1er janvier 2024, Mervent est catégorisée commune rurale à habitat dispersé, selon la nouvelle grille communale de densité à sept niveaux définie par l'Insee en 2022.
Elle est située hors unité urbaine. Par ailleurs la commune fait partie de l'aire d'attraction de Fontenay-le-Comte, dont elle est une commune de la couronne,. Cette aire, qui regroupe 30 communes, est catégorisée dans les aires de moins de 50 000 habitants,.

### Occupation des sols
L'occupation des sols de la commune, telle qu'elle ressort de la base de données européenne d’occupation biophysique des sols Corine Land Cover (CLC), est marquée par l'importance des forêts et milieux semi-naturels (49,8 % en 2018), une proportion sensiblement équivalente à celle de 1990 (50 %). La répartition détaillée en 2018 est la suivante : 
forêts (47,3 %), zones agricoles hétérogènes (25,2 %), terres arables (9,7 %), prairies (9,2 %), zones urbanisées (3,5 %), eaux continentales (2,7 %), milieux à végétation arbustive et/ou herbacée (2,5 %). L'évolution de l’occupation des sols de la commune et de ses infrastructures peut être observée sur les différentes représentations cartographiques du territoire : la carte de Cassini (XVIIIe siècle), la carte d'état-major (1820-1866) et les cartes ou photos aériennes de l'IGN pour la période actuelle (1950 à aujourd'hui).

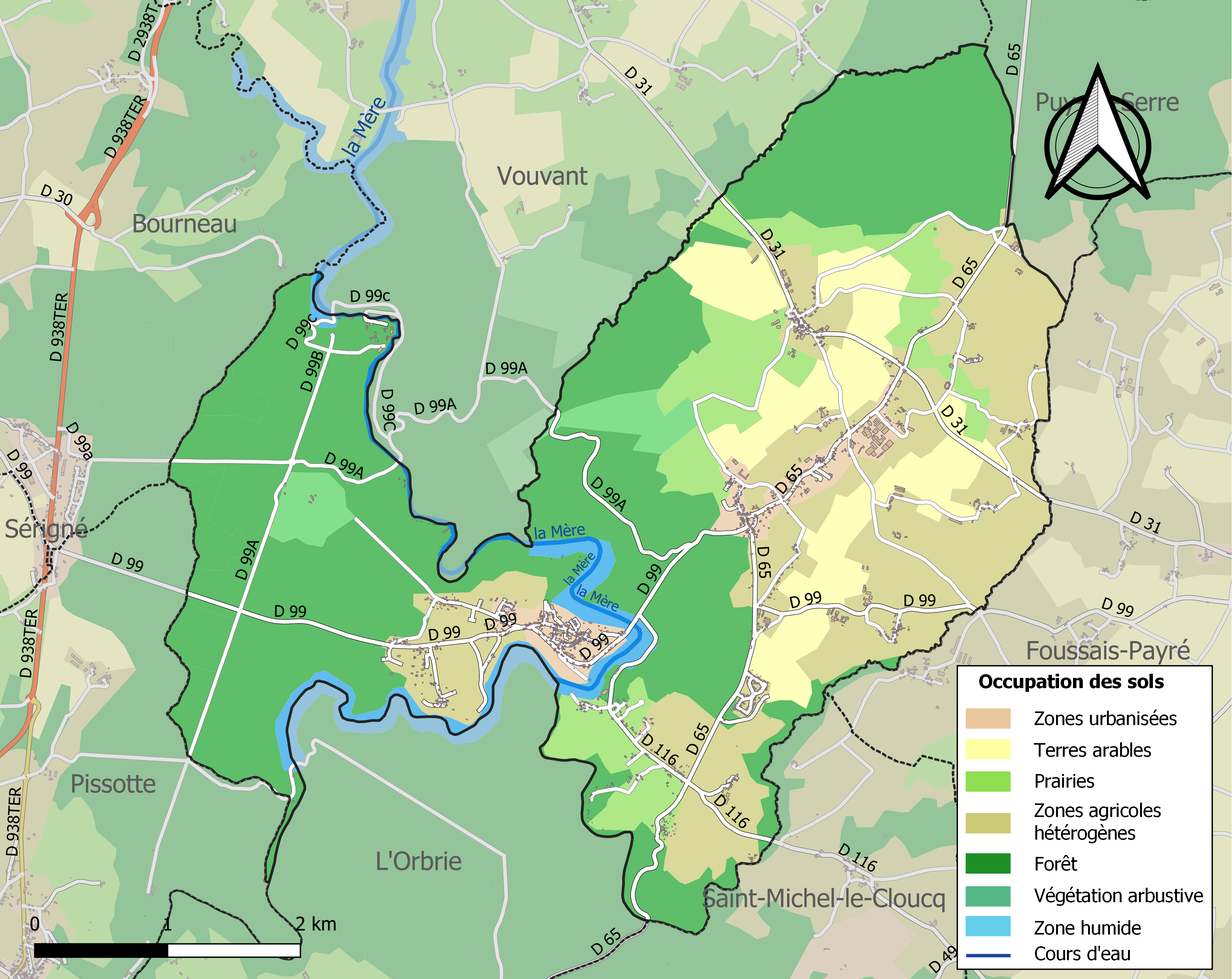
Carte des infrastructures et de l'occupation des sols de la commune en 2018 (CLC).

## Toponymie
Les formes attestées les plus anciennes du nom remontent au Xe siècle : Mareventum, in pago Matreventuno. D'après Dauzat et Rostaing, ce nom serait d'origine gauloise, issu de maro, grand et vidua, forêt, avec un suffixe locatif -entum, et signifierait donc « la grande forêt ». Cependant, une autre explication pourrait être proposée, en rapprochant le nom de la localité de celui de la rivière de la Mère et en s'inspirant de l'explication proposée par Xavier Delamarre pour la localité voisine de Vouvant faisant intervenir le radical gaulois -venton désignant un abattoir où une aire de sacrifice. Mervent serait alors « l'aire sacrificielle de la Mère ».

## Histoire
D'après l'étymologie, la région devait se distinguer dès l'Antiquité par la présence d'une grande forêt qui pouvait faire limite entre différentes populations. Située sur une hauteur dominant les vallées de deux rivières (Mère et Vendée), le site de Mervent présente des avantages pour se défendre et pour contrôler le passage.
À cet effet, un site fortifié de la fin du premier âge du fer (VIe siècle av. J.-C.) (période celte) a été établi sur cette hauteur. Ce site est un des seuls connus dans l'Ouest de la France. Des actions sont en cours pour fouiller et protéger ce site important dont la surface s'étendrait sur au moins plusieurs hectares. Après des premières fouilles très fructueuses au printemps 2008, d'autres fouilles sont envisagées.
Au Moyen Âge, dès l'an mil environ, une forteresse aurait été construite, d'abord en bois (motte castrale) puis en pierres, dont les ruines sont visibles dans le parc de l'Hôtel de Ville. Les plus anciennes mentions de ce château remontent au premier quart du XIe siècle, en effet deux chartes, datées de 1018 et 1022 et concernant des dons faits à l'abbaye de Maillezais mentionnent un château à Mervent sa chapelle et ses moulins.
Arthur de Richemont, futur Arthur III de Bretagne reçoit la seigneurie de Parthenay en 1427 (la seigneurie de Vouvant-Mervent y étant rattachée). Il nomme son écuyer Artus Brécart (av.1415-1480 ; époux de Jacquette de Bretagne, fille légitimée du duc de Bretagne Arthur III) capitaine du château du Coudray-Salbart et capitaine de Mervent.
Au XVIIe siècle, la forêt de Mervent-Vouvant abrite la retraite du père de Montfort dans une grotte devenue lieu de pèlerinage.

## Politique et administration

### Liste des maires
| Période                                  | Période                     | Identité              | Étiquette | Qualité                                         |
| ---------------------------------------- | --------------------------- | --------------------- | --------- | ----------------------------------------------- |
| Les données manquantes sont à compléter. |                             |                       |           |                                                 |
| 1870                                     | 1871                        | François Seguin       |           |                                                 |
| 1871                                     | 1879                        | Pierre Jourdain       |           |                                                 |
| 1879                                     | 1880                        | Félix Grassin         |           |                                                 |
| 1880                                     | 1884                        | Jean-François Chesse  |           |                                                 |
| 1884                                     | 1900                        | Jean Normand-Neau     |           |                                                 |
| 1900                                     | 1912                        | Louis Couton          |           |                                                 |
| 1912                                     | 1935                        | Eugène Samuel Normand |           |                                                 |
| 1935                                     | 1937                        | Émile Guillet         |           |                                                 |
| 1937                                     | 1945                        | Jean Normand          |           |                                                 |
| 1945                                     | mai 1953                    | Isaïe Normand         |           |                                                 |
| mai 1953                                 | septembre 1955 (décès)      | Pierre Metayer        |           | Employé à la Direction des services du cadastre |
| 1955                                     | mars 1971                   | Omer Ayraud           |           |                                                 |
| mars 1971                                | mars 1989                   | Robert Normand        |           | Hôtelier                                        |
| mars 1989                                | juin 1995                   | Gisèle Babinot        | DVD       |                                                 |
| juin 1995                                | 24 janvier 2005 (démission) | Louis Favreau         |           | Retraité                                        |
| 4 mars 2005                              | 21 mars 2008                | Danièle Rocher        |           | Directrice d’école, ancienne première adjointe  |
| 21 mars 2008                             | En cours                    | Joël Bobineau         |           | Agriculteur                                     |

## Population et société

### Démographie

#### Évolution démographique
L'évolution du nombre d'habitants est connue à travers les recensements de la population effectués dans la commune depuis 1793. Pour les communes de moins de 10 000 habitants, une enquête de recensement portant sur toute la population est réalisée tous les cinq ans, les populations de référence des années intermédiaires étant quant à elles estimées par interpolation ou extrapolation. Pour la commune, le premier recensement exhaustif entrant dans le cadre du nouveau dispositif a été réalisé en 2006.

En 2022, la commune comptait 1 073 habitants, en évolution de +2,29 % par rapport à 2016 (Vendée : +5,33 %, France hors Mayotte : +2,11 %).
| 1793  | 1800  | 1806 | 1821  | 1831  | 1836  | 1841  | 1846  | 1851  |
| ----- | ----- | ---- | ----- | ----- | ----- | ----- | ----- | ----- |
| 1 090 | 1 034 | 910  | 1 270 | 1 338 | 1 318 | 1 346 | 1 417 | 1 414 |

| 1856  | 1861  | 1866  | 1872  | 1876  | 1881  | 1886  | 1891  | 1896  |
| ----- | ----- | ----- | ----- | ----- | ----- | ----- | ----- | ----- |
| 1 391 | 1 387 | 1 418 | 1 339 | 1 345 | 1 485 | 1 455 | 1 393 | 1 376 |

| 1901  | 1906  | 1911  | 1921  | 1926  | 1931 | 1936 | 1946 | 1954 |
| ----- | ----- | ----- | ----- | ----- | ---- | ---- | ---- | ---- |
| 1 346 | 1 290 | 1 250 | 1 106 | 1 051 | 982  | 988  | 986  | 976  |

| 1962 | 1968 | 1975 | 1982 | 1990  | 1999  | 2006  | 2011  | 2016  |
| ---- | ---- | ---- | ---- | ----- | ----- | ----- | ----- | ----- |
| 964  | 938  | 844  | 890  | 1 023 | 1 059 | 1 077 | 1 060 | 1 049 |

| 2021  | 2022  | - | - | - | - | - | - | - |
| ----- | ----- | - | - | - | - | - | - | - |
| 1 065 | 1 073 | - | - | - | - | - | - | - |

#### Pyramide des âges
En 2018, le taux de personnes d'un âge inférieur à 30 ans s'élève à 29,1 %, soit en dessous de la moyenne départementale (31,6 %). À l'inverse, le taux de personnes d'âge supérieur à 60 ans est de 32,0 % la même année, alors qu'il est de 31,0 % au niveau départemental.
En 2018, la commune comptait 525 hommes pour 519 femmes, soit un taux de 50,29 % d'hommes, légèrement supérieur au taux départemental (48,84 %).
Les pyramides des âges de la commune et du département s'établissent comme suit.
| Hommes | Classe d’âge | Femmes |
| ------ | ------------ | ------ |
| 0,4    | 90 ou +      | 2,2    |
| 9,4    | 75-89 ans    | 8,8    |
| 20,9   | 60-74 ans    | 22,3   |
| 23,8   | 45-59 ans    | 24,8   |
| 14,9   | 30-44 ans    | 14,2   |
| 15,7   | 15-29 ans    | 12,0   |
| 14,9   | 0-14 ans     | 15,8   |

| Hommes | Classe d’âge | Femmes |
| ------ | ------------ | ------ |
| 0,8    | 90 ou +      | 2,2    |
| 8,7    | 75-89 ans    | 11,1   |
| 20,3   | 60-74 ans    | 21,3   |
| 20     | 45-59 ans    | 19,4   |
| 17,5   | 30-44 ans    | 16,8   |
| 15     | 15-29 ans    | 13,2   |
| 17,7   | 0-14 ans     | 16,1   |

## Lieux et monuments
- Le château de la Citardière, de style Renaissance[29]
- Les ruines du vieux château, détruit par les Anglais.
- L'église Saint-Médard.
- La rivière de la Mère et le barrage de Mervent (construit au Rocher-de-Saint-Luc, en 1956), retenant un plan d'eau.
- Le vieux pont des Ouillères, XIIIe siècle ou XVe siècle.
- La forêt de Mervent-Vouvant.
- Le logis de la Cornelière, XVIIIe siècle.
- La stèle des martyrs de la Résistance, au cœur de la forêt.
- Les ponts du Déluge et de Diet, construits sous Napoléon III.
- Le parc de loisirs de Pierre-Brune (lien : pierre-brune.com/fr).
- Le Natur'Zoo.
- Le site de l'ermitage du père de Montfort.
- L’écomusée de la maison des Amis de la forêt.

Patrimoine merventais
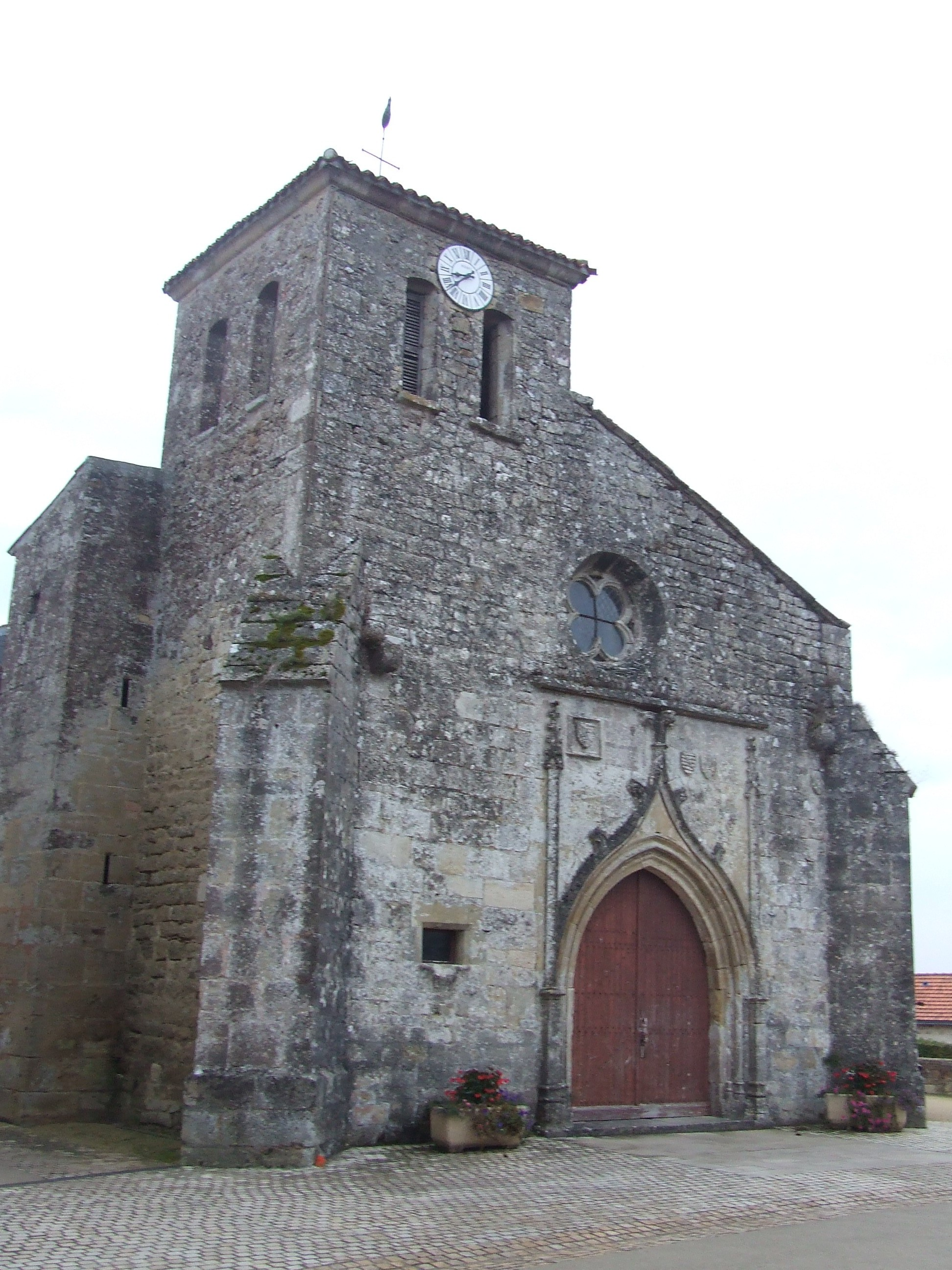
Église Saint-Médard.
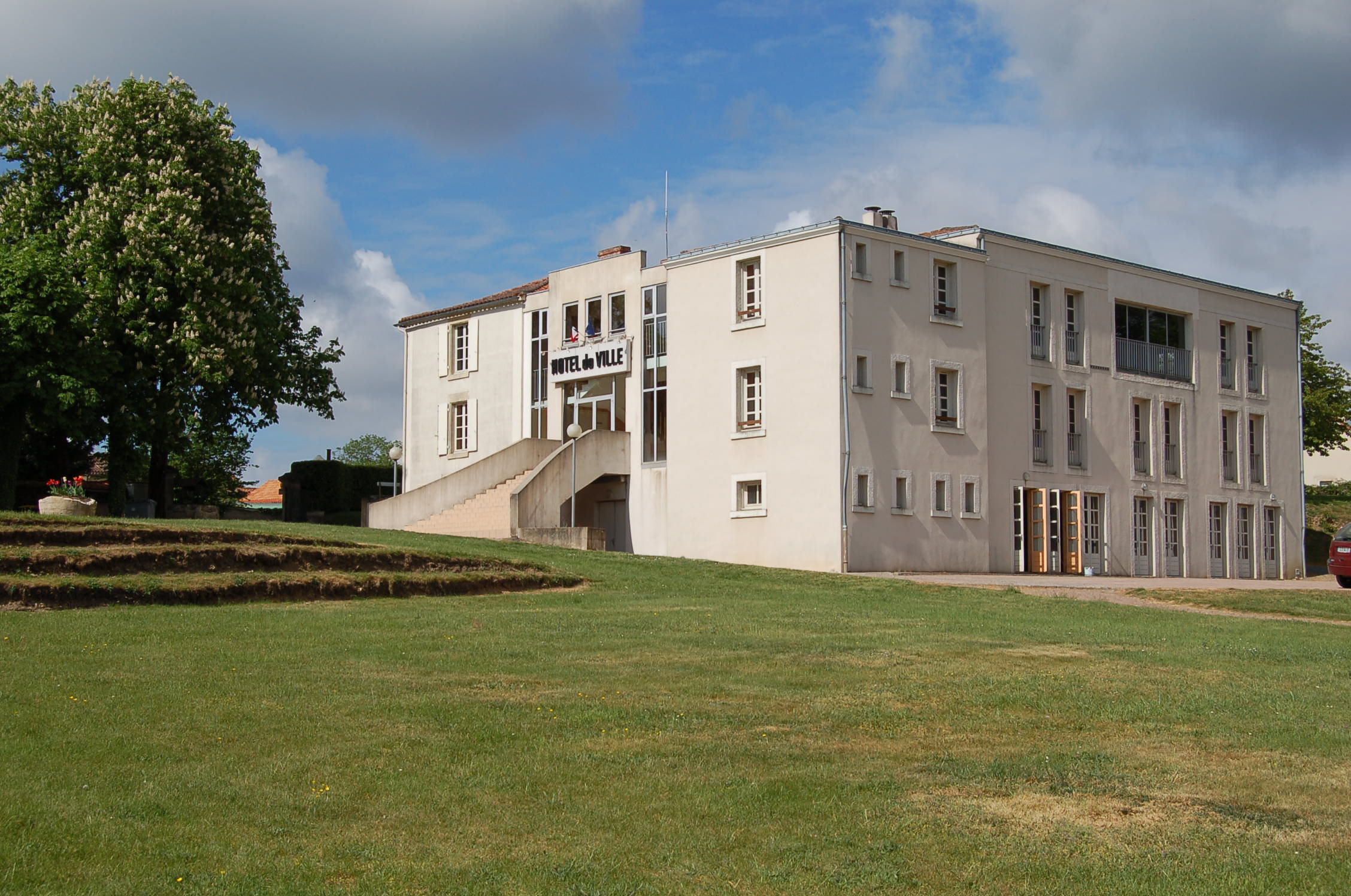
Mairie.
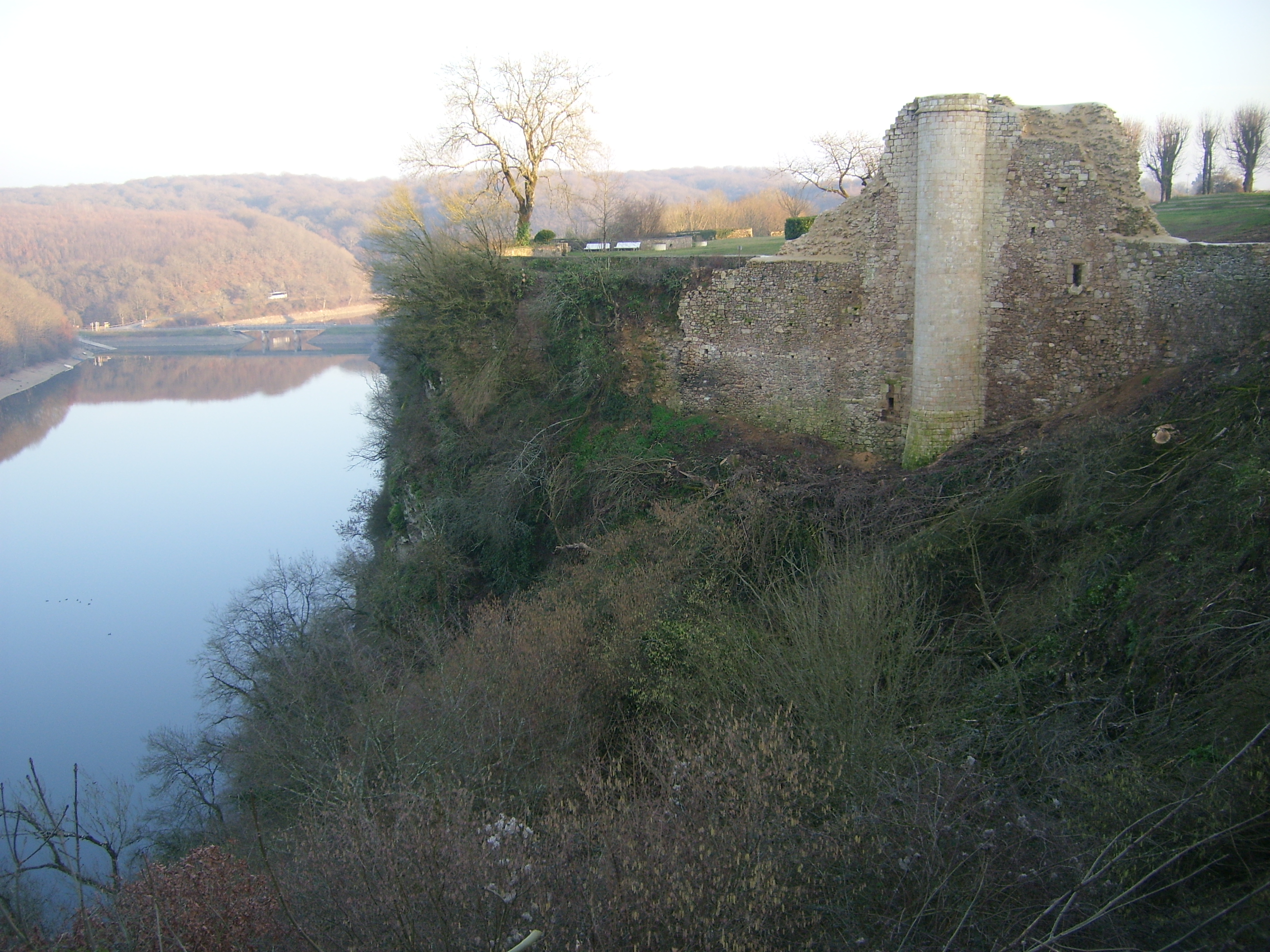
Vestige du château médiéval.
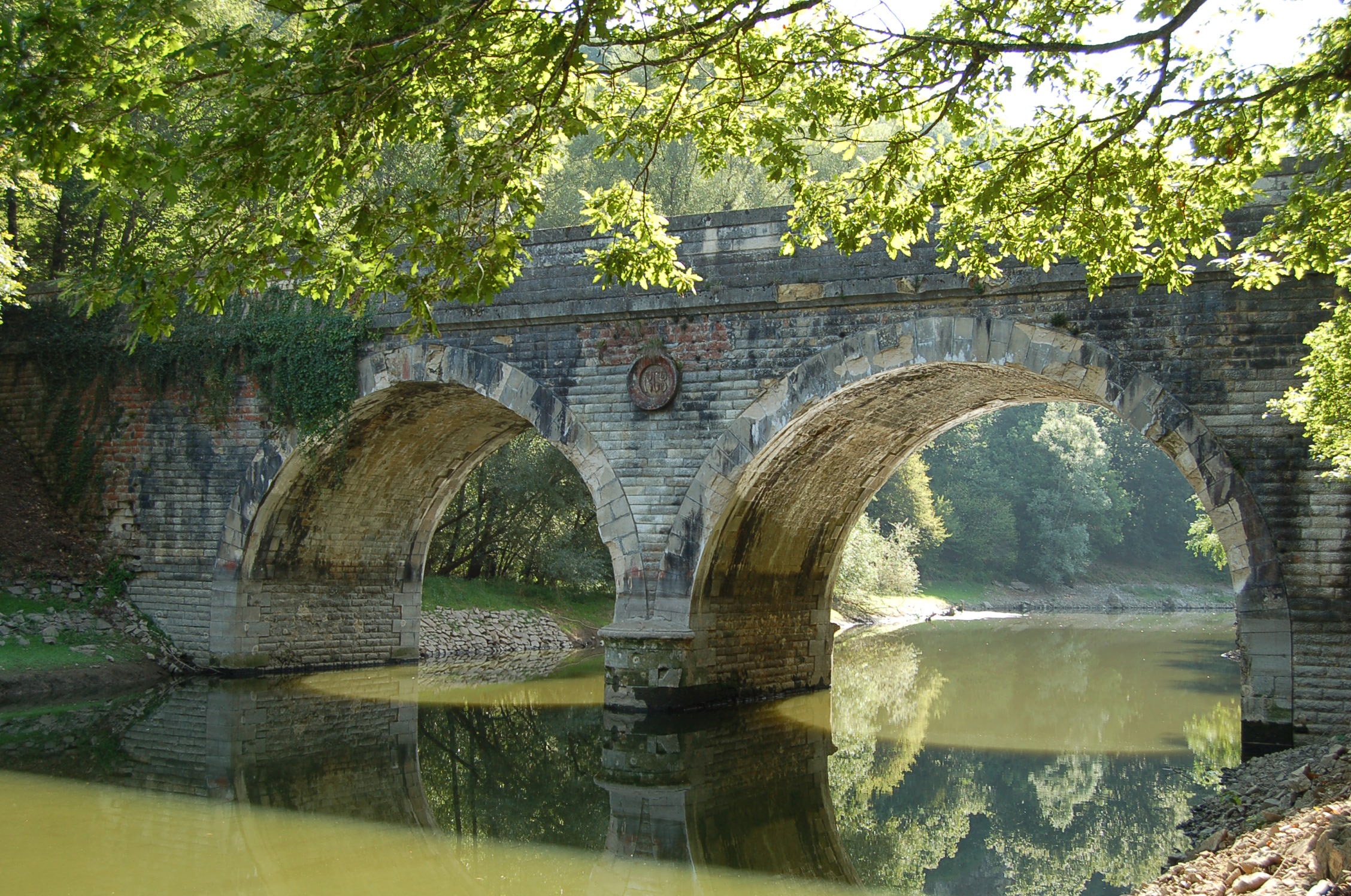
Pont de Diet.
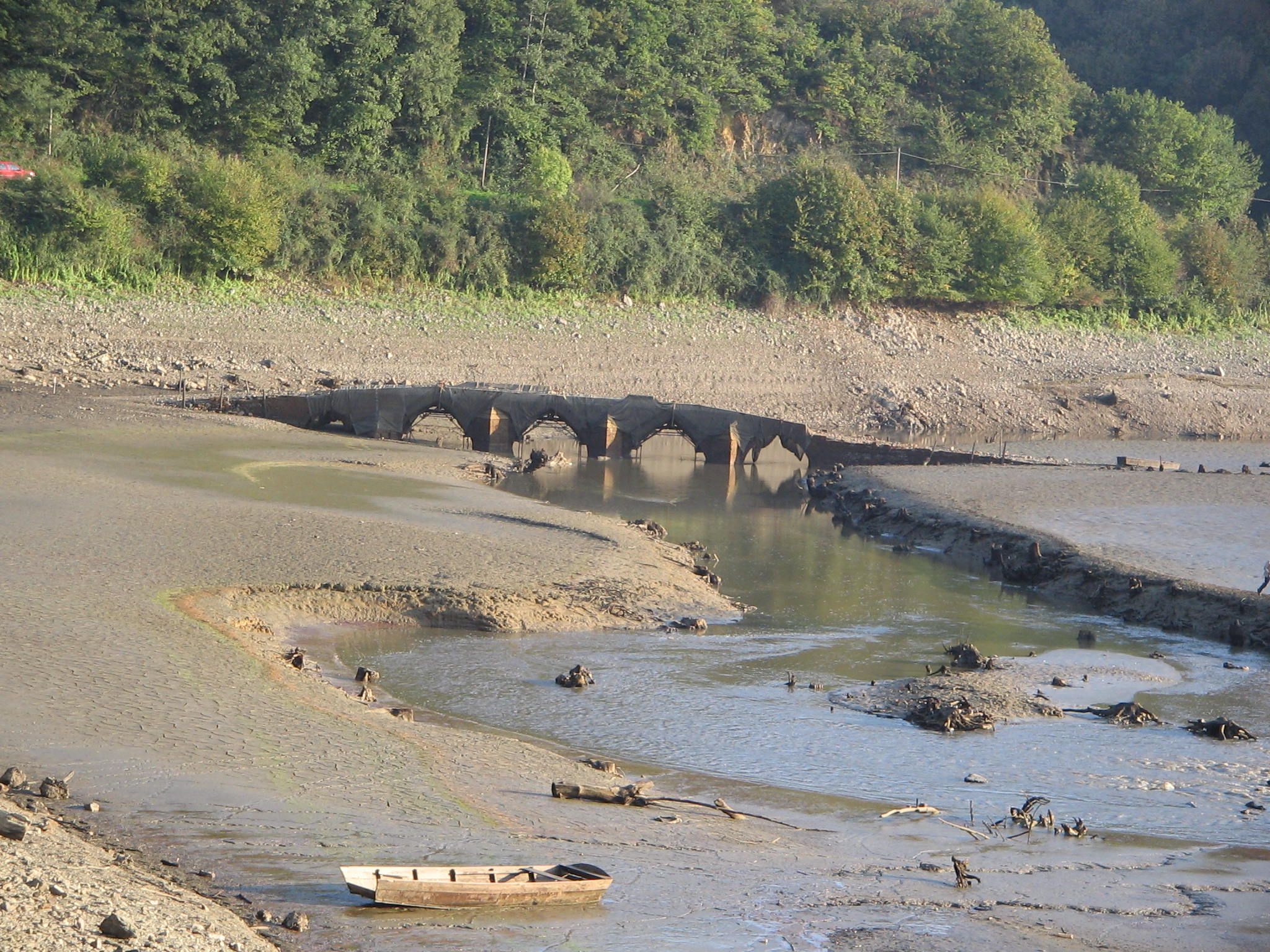
Vieux pont des Ouillères.
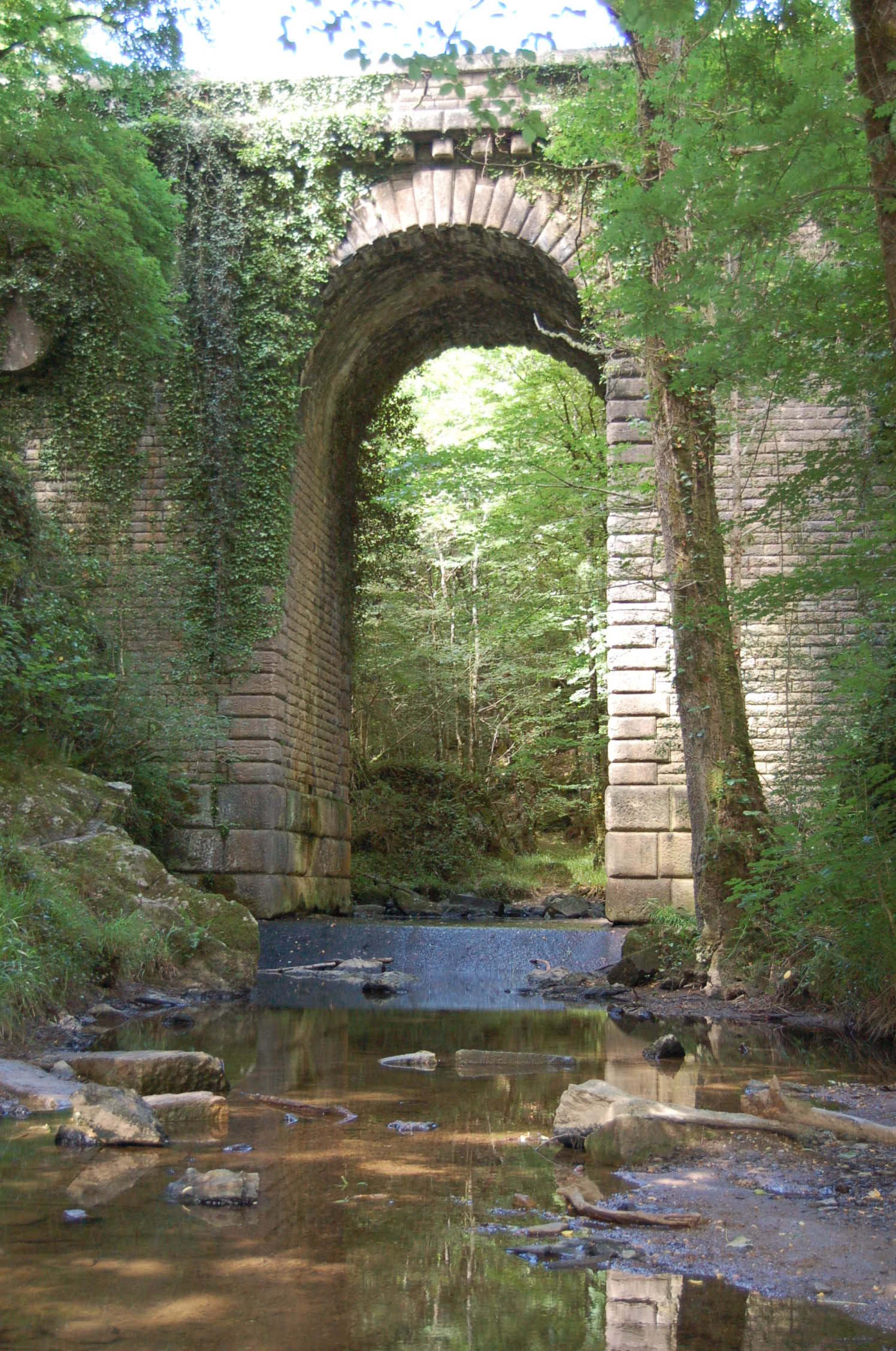
Pont du Déluge.
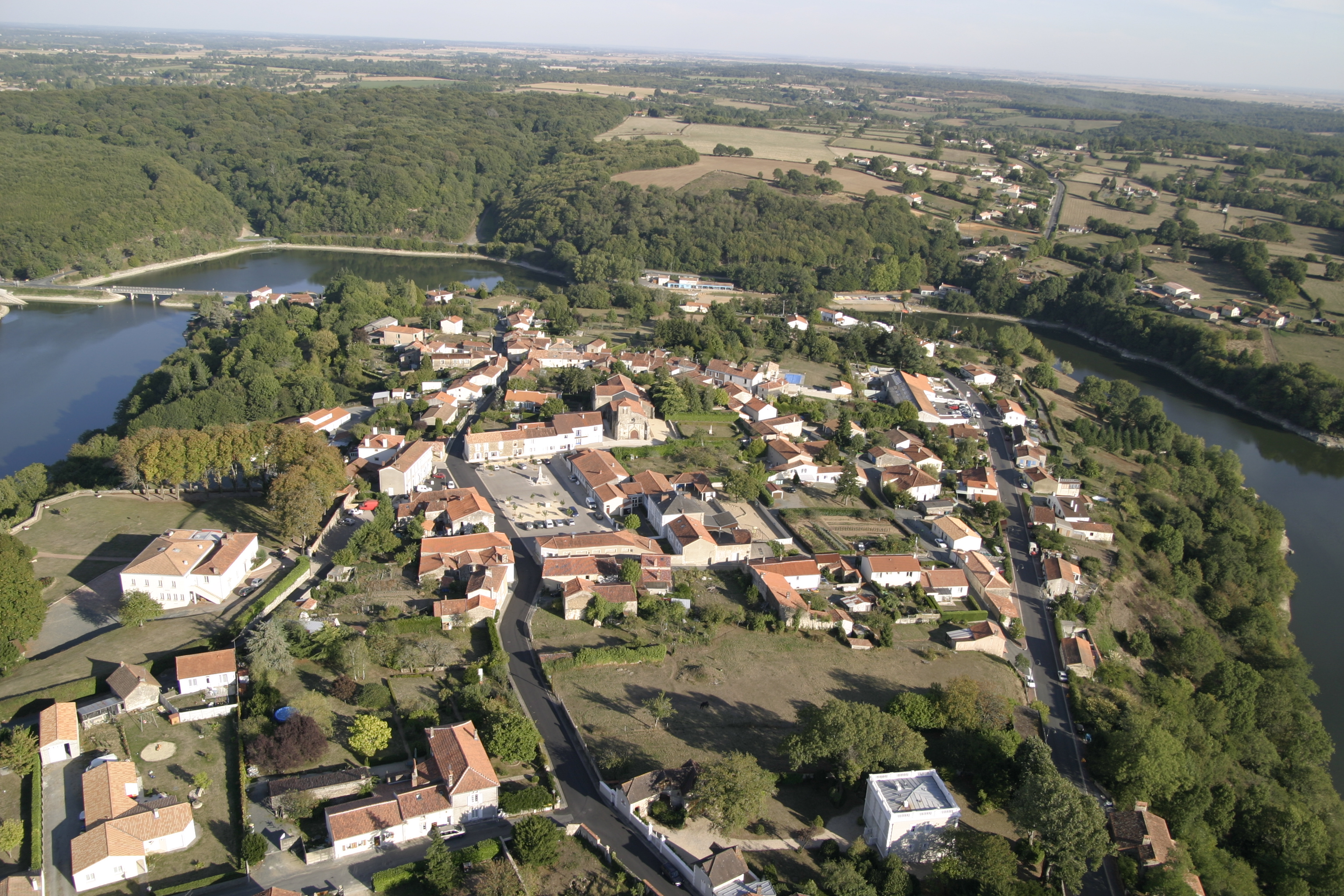
Bourg de Mervent.
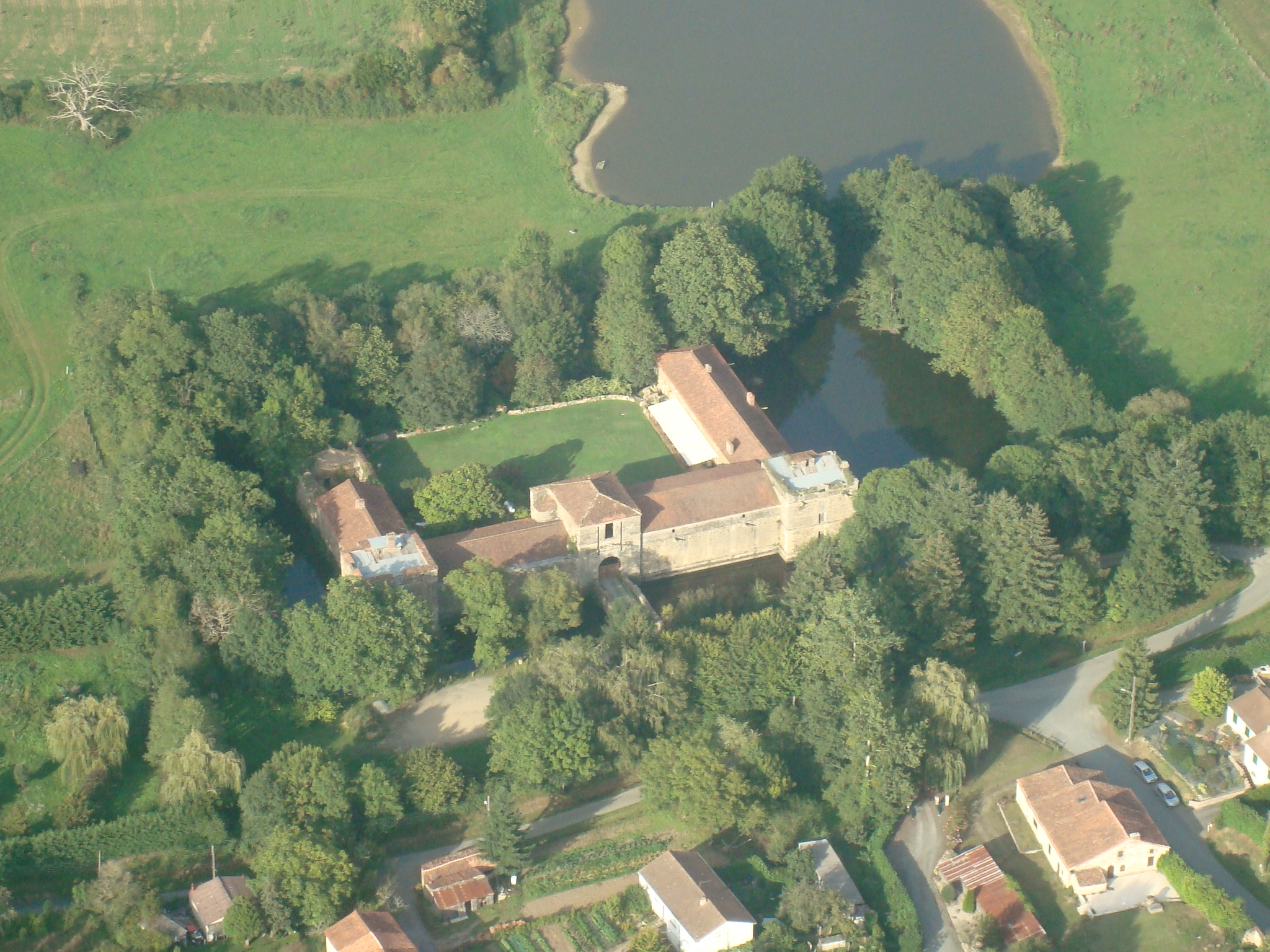
Château de la Citardière.
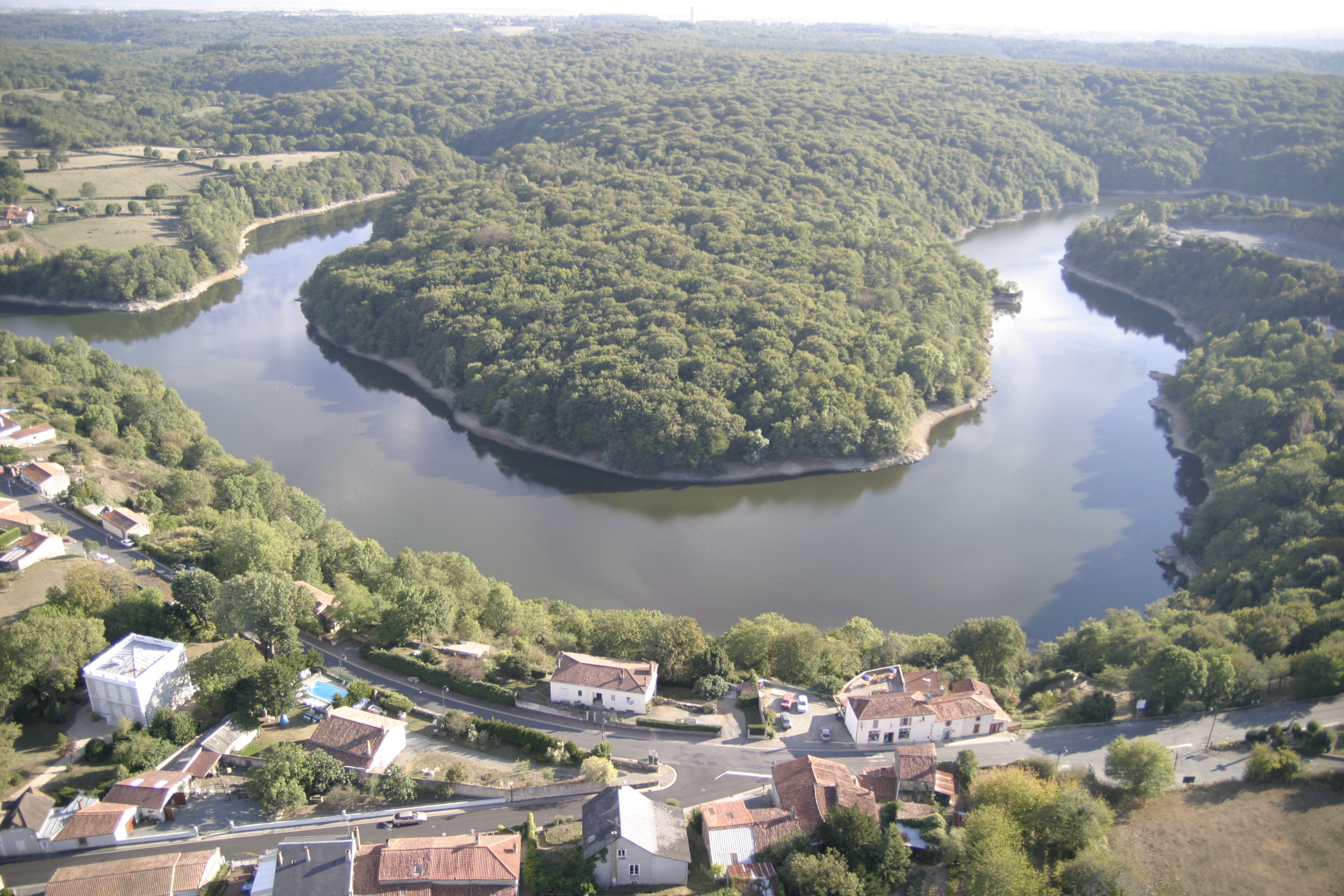
Lac de Mervent.
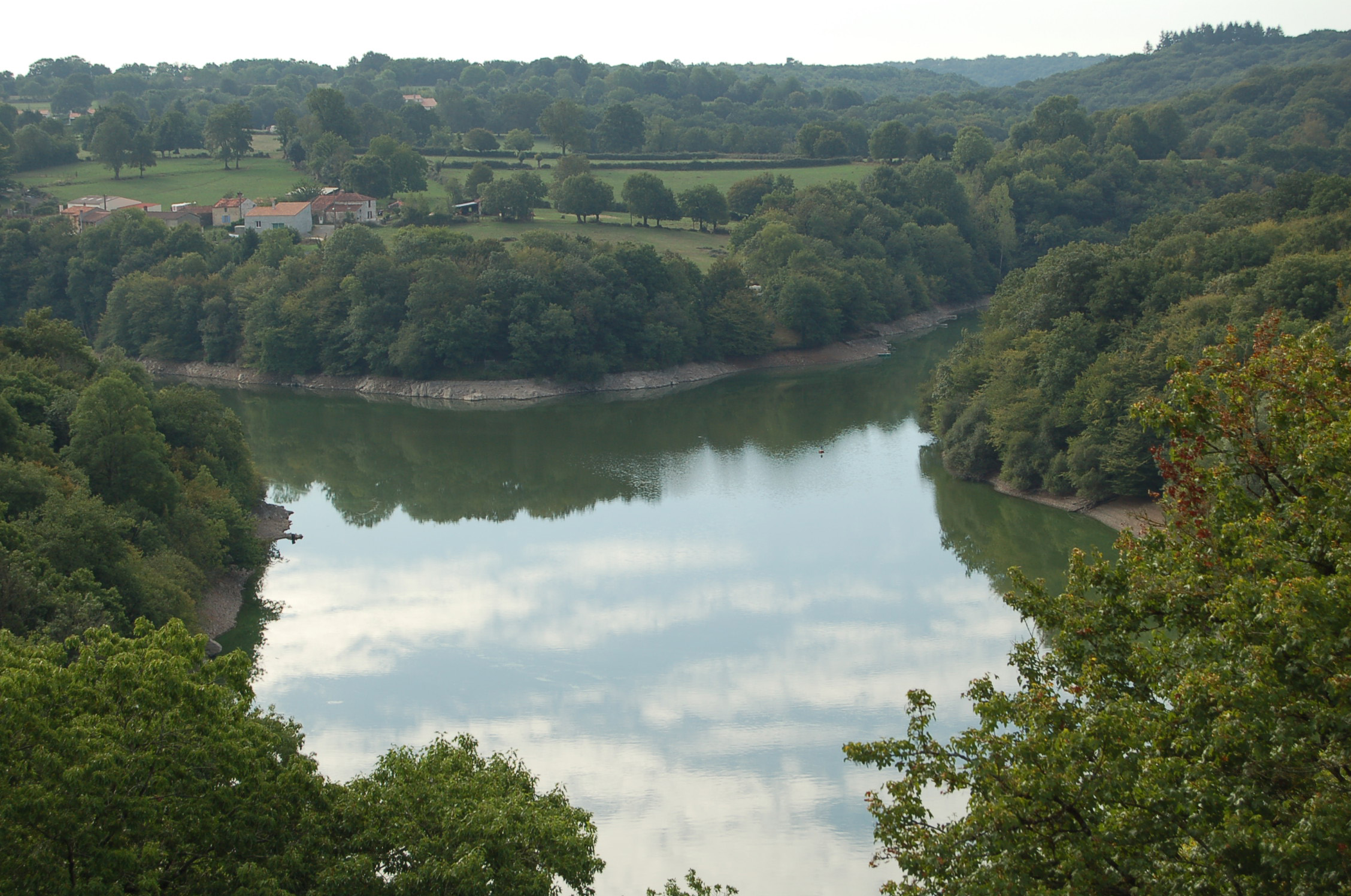
Lac de Mervent.
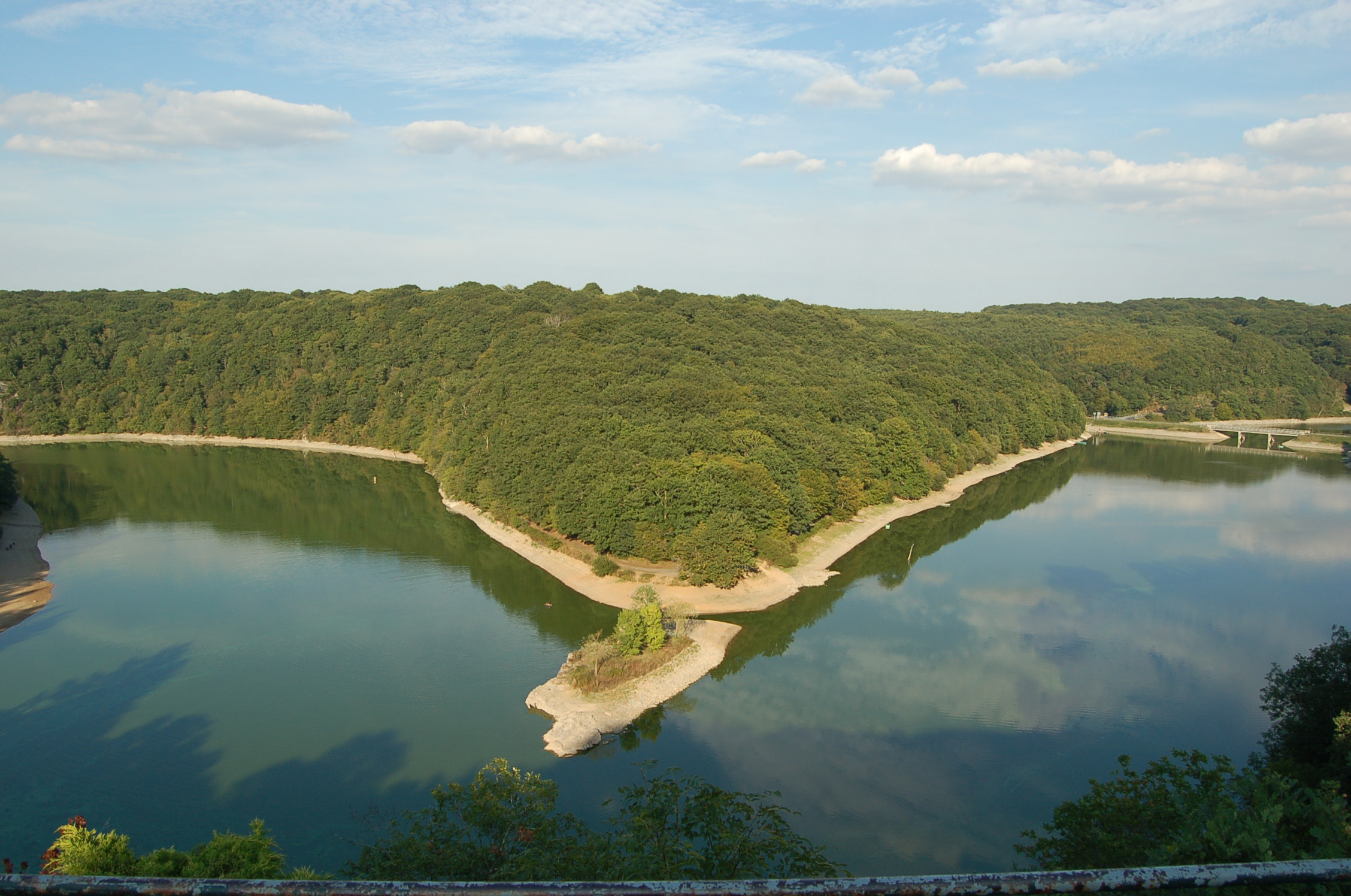
Parc du château et lac du Mervent.

« Site Montfort »
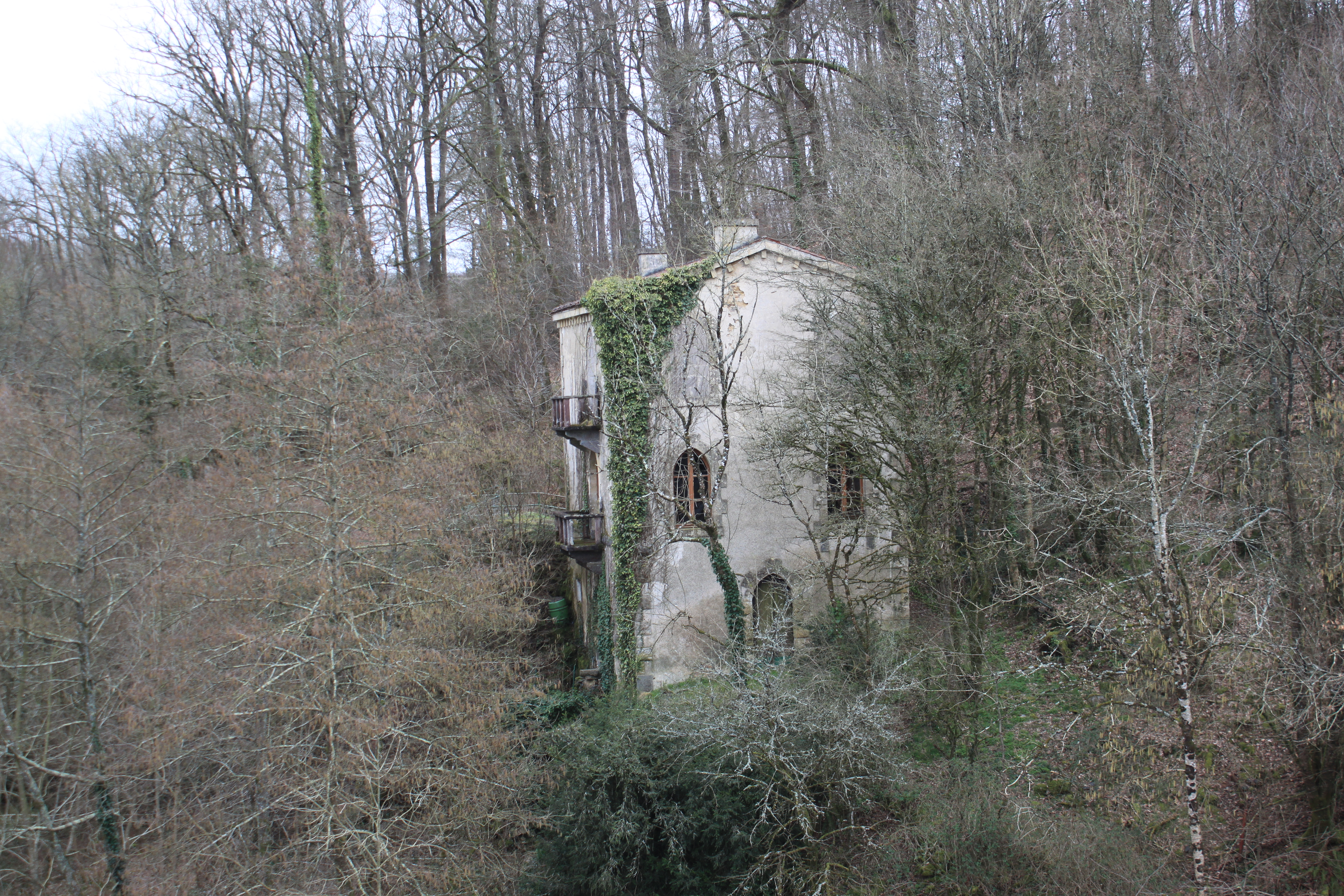
Maison.
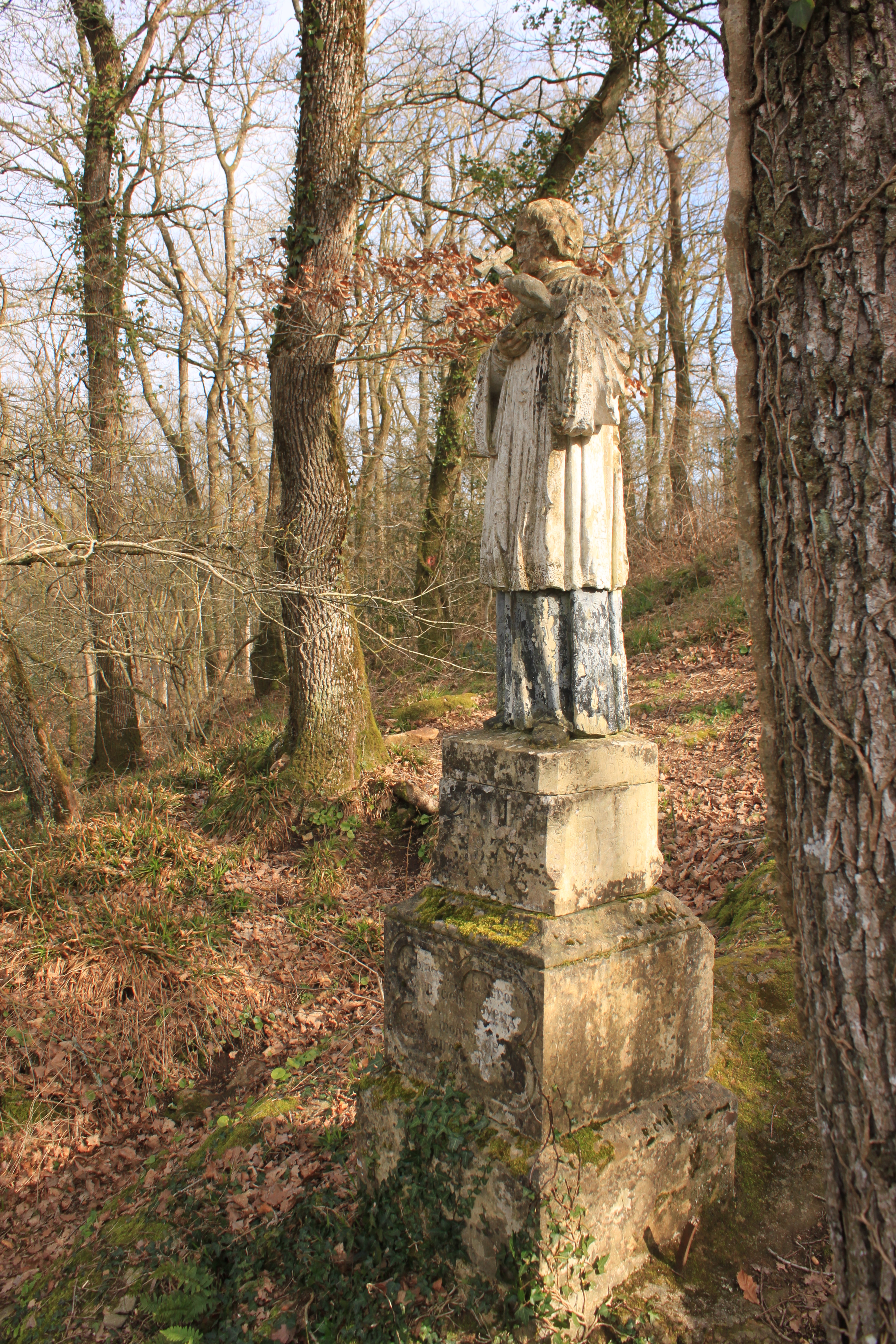
Statue.
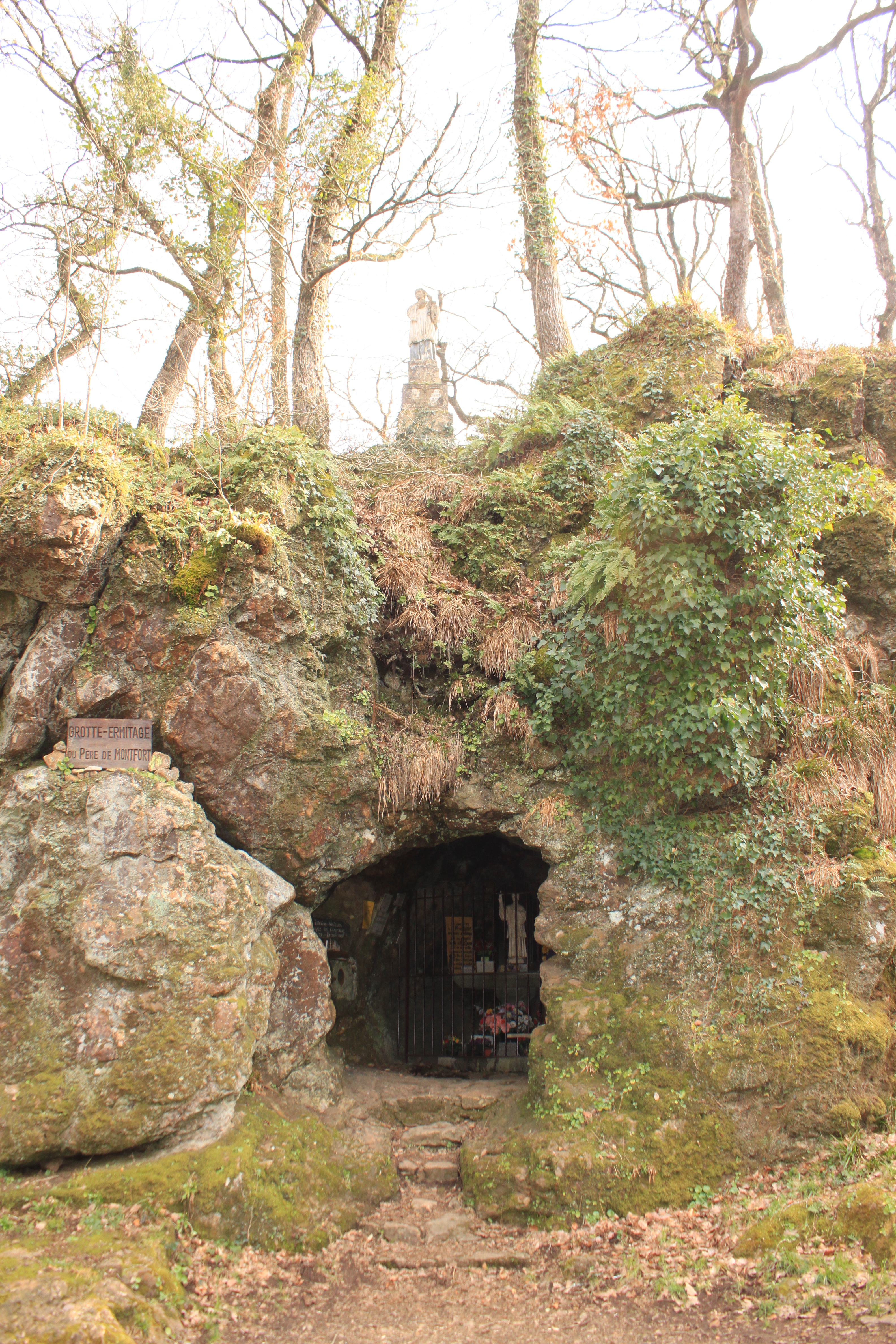
Grotte-chapelle.
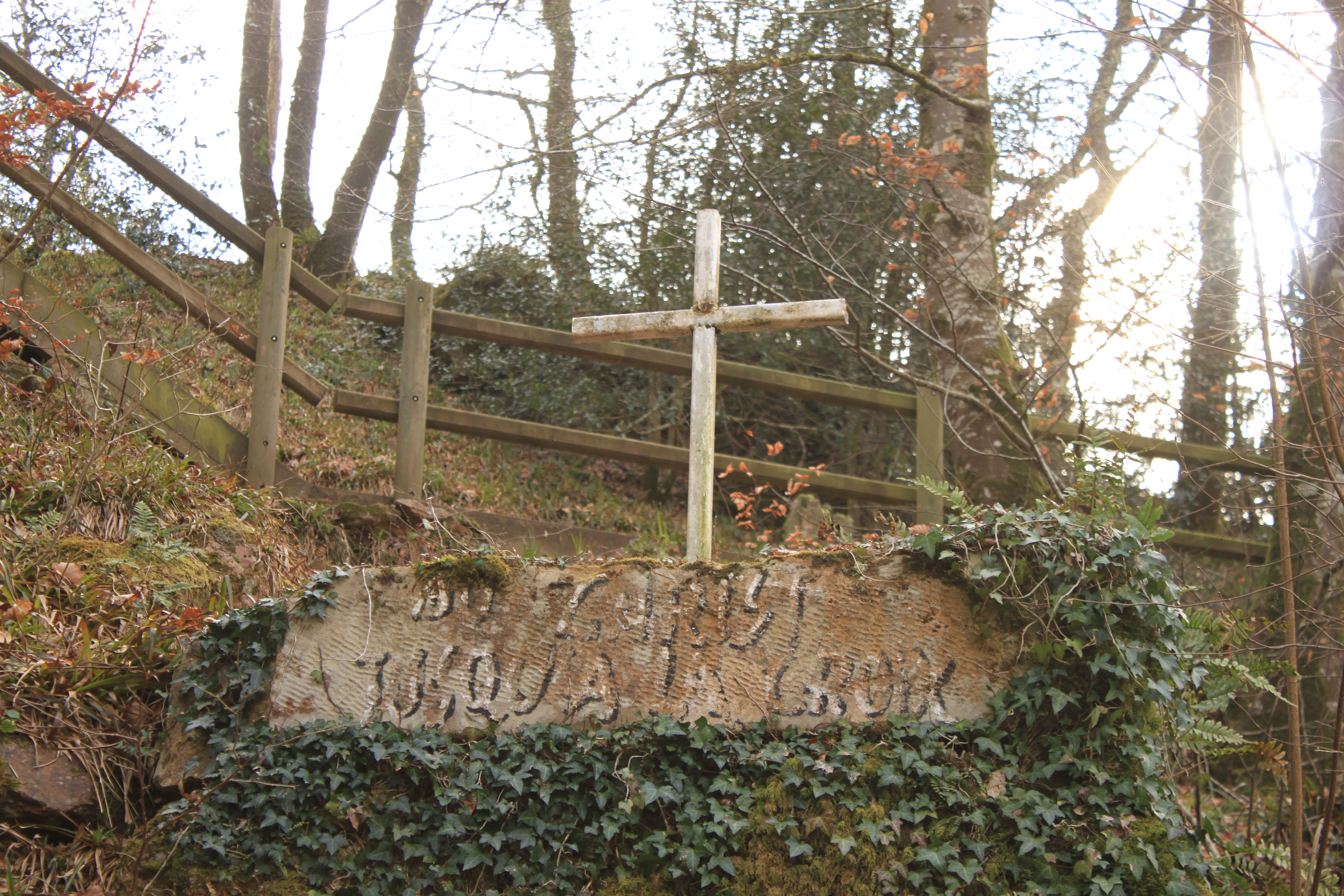
Croix.
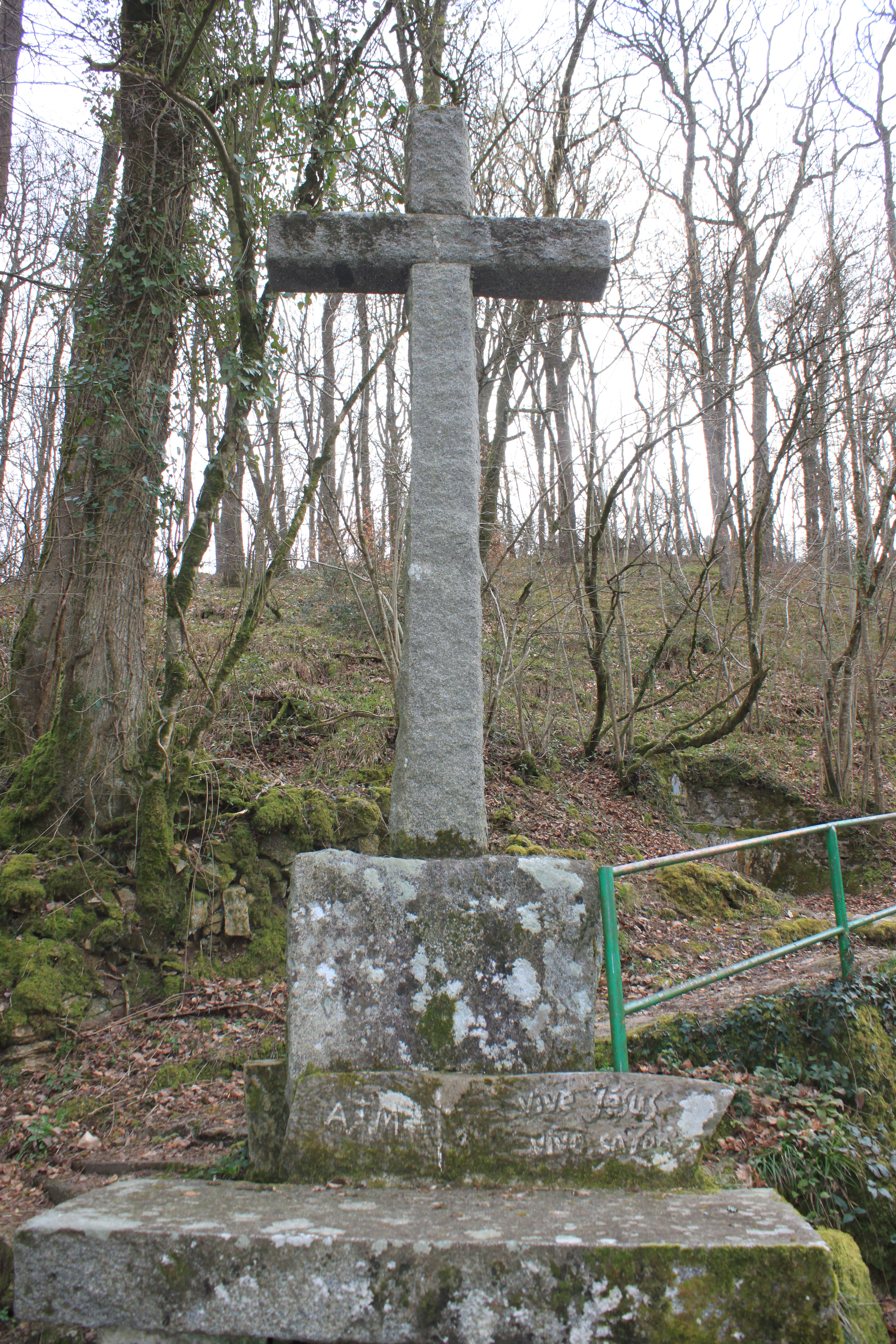
Croix commémorative.

## Personnalités liées à la commune
- Artus Brécart, capitaine du château du Coudray-Salbart, et capitaine de Mervent ; il est l'époux de Jacquette de Bretagne, fille du duc de Bretagne Arthur III ;
- Le père Louis Grignion de Montfort (1673-1716), prêtre catholique qui mène des missions dans la région en tant que partie du diocèse de La Rochelle.